# 젤다의 전설 무쥬라의 가면
《젤다의 전설 무쥬라의 가면》(일본어: ゼルダの伝説　ムジュラの仮面, The Legend of Zelda: Majora's Mask)은 닌텐도가 개발하고 판매한 비디오 게임이다. 2000년에 발매되었던 젤다의 전설 시간의 오카리나의 후속작으로, 시간의 용사 링크가 스탈키드에게 습격을 당해 달의 추락을 사흘 앞둔 마을인 "테르미나"에 오게 되면서 벌어지는 일을 소재로 하고 있다.